# USS John D. Ford (DD-228)
Pour les autres navires du même nom, voir USS Ford.
L'USS John D. Ford (DD-228 / AG-119) est un destroyer de classe Clemson mis en service dans l'United States Navy au début des années 1920.

## Historique
Baptisé en l'honneur du rear admiral John D. Ford (en), il est lancé le 2 septembre et mis en service le 30 décembre 1920. Le John D. Ford rejoignit la flotte asiatique en août 1922. À partir de Manille, il vogua du sud de la Chine vers le nord du Japon. En juin 1924, il protégea les civils et les intérêts américains menacés par les émeutes à Shanghai, et en mars 1927, couvrit l'évacuation des ressortissants américains et étrangers de Nankin. Le Ford resta dans les eaux chinoises et à la suite de l'agression japonaise dans le nord de la Chine en juillet 1937, il évacua les Américains de Peiping. Après la guerre qui éclata en Europe en septembre 1939, il commença des patrouilles de neutralité dans les mers des Philippines et de la Chine du Sud.
Le 10 décembre 1940, le Ford et le Pope patrouillaient dans la région de Manille lorsque les Japonais firent leur raid aérien dévastateur sur la baie de Manille. Les deux destroyers naviguèrent vers le sud le même jour pour rejoindre la 29e escadron de destroyers qui patrouillait le détroit de Makassar, au large de Bornéo. Le 20 janvier 1942, les Japonais envahirent Bornéo à Balikpapan. Le Ford était l'un des six destroyers qui rejoignirent les croiseurs légers Boise et Marblehead pour former une force de frappe pour affronter l'ennemi. Dans le détroit de Makassar, le Boise heurta un rocher et dut faire demi-tour. Le Marblehead, qui ne peut filer qu'à quinze nœuds par suite d'une avarie de turbine, couvrit néanmoins les quatre destroyers Pope, Parrott, Paul Jones, et Ford qui attaquèrent vers minuit le 24 janvier 1942, un convoi japonais mouillé au large de Balikpapan, coulant quatre transports et un patrouilleur avec un seul destroyer légèrement endommagé. Les seules victimes furent quatre membres d'équipage blessés du Ford.
Le 3 février, les Japonais commencèrent des raids aériens sur Soerabaja, et le Ford se retira en convoi à Tjilatjap, sur la côte sud de Java. Deux semaines plus tard, le Ford et le Pope, avec les croiseurs hollandais De Ruyter et Java et le destroyer Piet Hein de la Force d'attaque American-British-Dutch-Australian (ABDACOM), foncèrent vers le détroit de Badung pour engager une force ennemie de ravitaillement. À 22 h 00 dans la nuit du 19 au 20 février, les destroyers néerlandais et américains commencèrent leur attaque à la torpille, débute alors la bataille du détroit de Badung. En quelques minutes, le Piet Hein fut touché et coulé, et le Ford et le Pope furent engagés dans une bataille de torpilles et de tirs avec les destroyers japonais Oshio et Asashio. Dans la mêlée enfumée, aucun navire n'enregistra de coup au but, et vers 23 h 00, les destroyers se replièrent. Pendant la bataille, le Ford largua une baleinière à moteur, ce qui permettra à trente-trois survivants du Piet Hien de se mettre en sécurité.
Le 21 février, le Ford et le Pope capturèrent dix-huit torpilles du Black Hawk et se dirigèrent vers Soerabaja, y arrivant le 24 pour rejoindre la force ABDACOM. Des pénuries de carburant, de munitions et de torpilles ainsi que des dégâts considérables au combat avaient laissé les Alliés dans une situation critique. Seuls quatre destroyers américains restèrent pleinement opérationnels.
Vers le 27 février, le Ford, John D. Edwards, Paul Jones et Alden sortirent avec une force alliée de cinq croiseurs et cinq autres destroyers à la recherche de l'ennemi dans la mer de Java. À 16 h 00, alors sous attaques aériennes tout en se dirigeant vers le nord dans la mer de Java, le groupe tomba sur une grande force d'invasion de quatre croiseurs et de treize destroyers. À 16 h 16, les Japonais tirèrent les premières salves d'une bataille féroce de sept heures marquée par des fusillades intermittentes et des duels de torpilles. Le Ford émergea de la bataille sans dommage, mais dans la tentative courageuse d'empêcher l'invasion de Java, cinq navires alliés furent coulés. Le Ford et les trois destroyers américains quittèrent Soerabaja pour l'Australie le 28 février, tirant des torpilles et manquant de munitions. En route, ils réussirent à distancer trois destroyers ennemis qui gardaient le détroit de Bali et arrivèrent à Fremantle le 4 mars.
À partir de 1944, le Ford fut affecté à la 10e flotte, effectuant des tâches d'escorte de convois et des patrouilles anti-sous-marine dans le Pacifique et dans l'Atlantique. En croisière à l'ouest des Açores le 16 janvier, le destroyer aida à couler le sous-marin allemand U-544. Le 29 mars à Gibraltar, il fut endommagé lors d'une collision avec un pétrolier britannique.
Reclassé comme navire auxiliaire AG-119 en juillet 1945, le John D. Ford fut désarmé le 2 novembre 1945 et vendu à la ferraille à une entreprise de Philadelphie en octobre 1947.

## Décorations
- Presidential Unit Citation
- American Defense Service Medal avec agrafe "FLEET"
- Asiatic-Pacific Campaign Medal avec deux battle stars
- American Campaign Medal
- European-African-Middle Eastern Campaign Medal avec une battle star
- World War II Victory Medal